# Joba van den Berg-Jansen

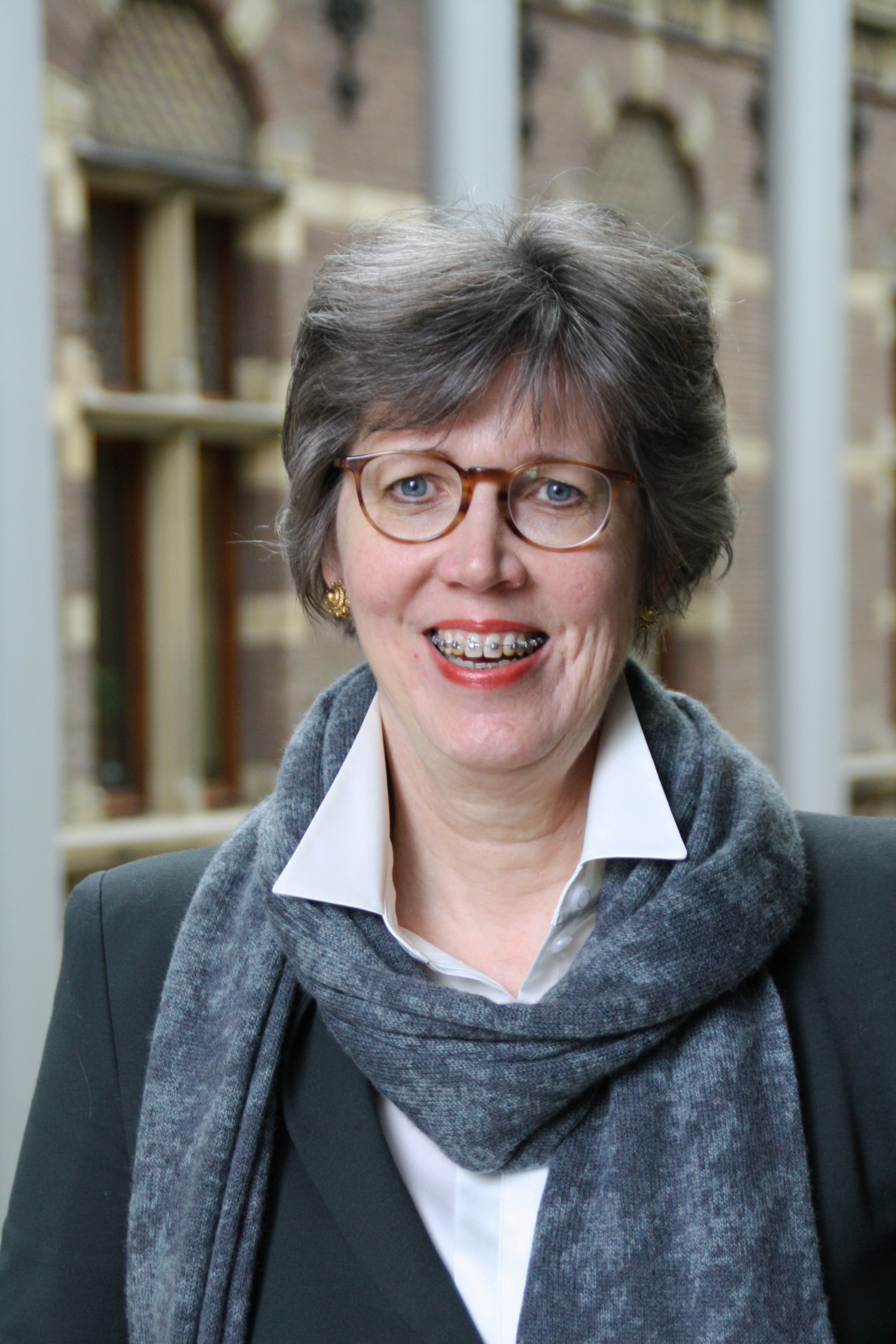

Jacoba Antonia Maria Joanna (Joba) van den Berg-Jansen (nascida em 1958) é uma política holandesa. Desde 2017, ela é parlamentar pelo partido Apelo Democrata-Cristão (CDA).